# Agaleptus zimbabweanus
Agaleptus zimbabweanus is een keversoort uit de familie van de boktorren (Cerambycidae). De wetenschappelijke naam van de soort werd voor het eerst geldig gepubliceerd in 1996 door Adlbauer.